# Heiliges Compostelanisches Jahr

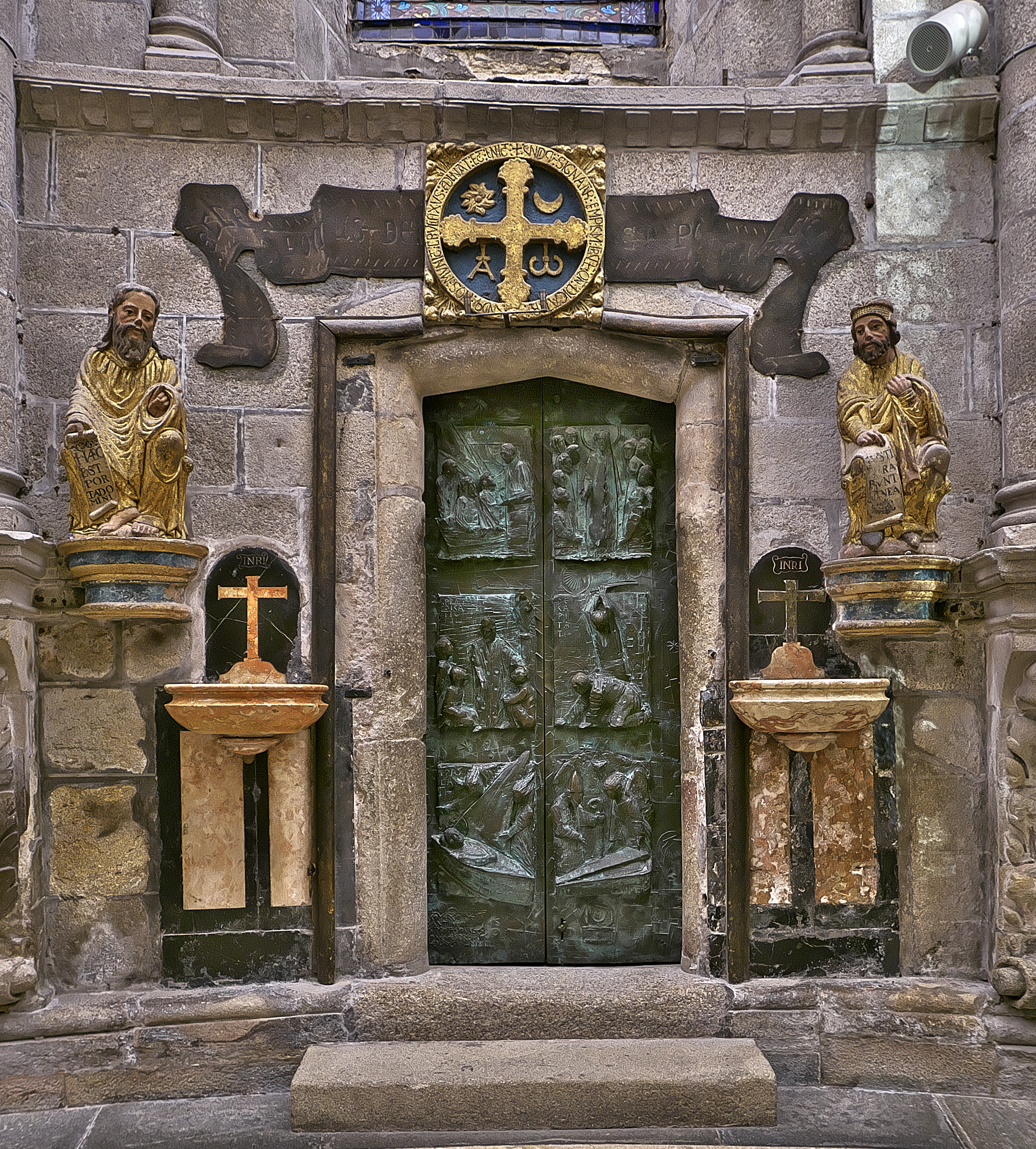
Heilige Pforte der Kathedrale von Santiago de Compostela

Das Heilige Compostelanische Jahr (spanisch Año Santo Compostelano oder Año Santo Jacobeo, als Kurzform oder Logo auch Xacobeo) wird begangen, wenn der Festtag des Hl. Jakobus (25. Juli) auf einen Sonntag fällt. Das Heilige Jahr ist identisch mit dem entsprechenden Kalenderjahr. Es wird am 31. Dezember des Vorjahres mit der Öffnung einer Heiligen Pforte begonnen. Aus besonderen Gründen sind viermal außerordentliche Heilige Jahre begangen worden.

## Allgemeines
Römisch-katholische Christen haben einmal pro Heiligem Jahr die Möglichkeit, einen vollkommenen Ablass zeitlicher Sündenstrafen zu erwerben. Diese Jahre werden deshalb auch Gnadenjahre genannt. Zur Erlangung dieses Ablasses müssen seitens der Pilger drei Bedingungen erfüllt sein:
- Besuch der Kathedrale von Santiago de Compostela aus Gründen der Verehrung und in Bußgesinnung
- Teilnahme an einem Gottesdienst in der Kathedrale sowie Verrichtung des Vaterunsers, des Credos und eines Gebetes in den beiden Intentionen des Papstes für den jeweiligen Monat (siehe dazu Weblinks).
- Empfang der Sakramente der Buße und der Eucharistie. Dabei soll die Kommunion in der Kathedrale empfangen werden und die Beichte innerhalb von fünfzehn Tagen vor oder nach dem Besuch der Kathedrale erfolgen.

Die Art der Anreise hat für die Erlangung des Plenarablasses keine Bedeutung. Die an nichtmotorisierte Pilger ausgegebene Urkunde Compostela ist keine Ablassbescheinigung.

## Die BulleRegis aeterni
Grundlage für die Begehung der Heiligen Jahre ist die Bulle Regis aeterni, die laut Text am 25. Juni 1179 von Papst Alexander III. promulgiert worden ist. Die Bulle ist in zwei Exemplaren der Zeit um 1500 erhalten, die beide im Kathedralarchiv von Santiago de Compostela verwahrt werden – einer Prachthandschrift und einer einfacher gestalteten Urkunde. In der Bulle beruft sich Papst Alexander auf ältere Privilegien, die bereits einer seiner Vorgänger, Papst Calixt II., erteilt habe. Demnach sei jedem Pilger, der in einem Heiligen Jahr das Grab des Apostels Jakobus in der Kathedrale von Santiago de Compostela aus Gründen der Verehrung und in Bußgesinnung besuche, nach dem Vorbild des römischen Jubiläumsablasses ein vollkommener Nachlass aller auf ihm lastender zeitlicher Sündenstrafen gewährt.
Aus mehreren Gründen wird die Urkunde als Fälschung angesehen:
- In dem Text bezieht sich Papst Alexander III. auf den römischen Jubiläumsablass, den auch die Pilger in Santiago erhalten würden. Doch wurde der römische Jubiläumsablass erst im Jahre 1300 durch Papst Bonifatius VIII. eingeführt. Alexander III. hat im Jahre 1179 noch nichts davon wissen können.

- Die Akten einer Regionalsynode, die Mitte des 13. Jahrhunderts in Santiago de Compostela abgehalten wurde, verzeichnen mit großer Sorgfalt alle Ablässe, die an der Kathedrale vergeben werden. Dabei handelt es sich ausschließlich um Teilablässe; ein Plenarablass aus Anlass eines besonderen Gnadenjahres wird nicht erwähnt.

- Vollkommene Nachlässe zeitlicher Sündenstrafen sind in der Geschichte des Ablasswesens zwar im 12. Jahrhundert bekannt, jedoch lediglich als Kreuzzugsablässe. Die Vergabe eines Plenarablasses an einem Wallfahrtsort wäre für diese Zeit ein Anachronismus.

## Geschichte
Im Gegensatz zu den Aussagen der Bulle Regis aeterni ist die Praxis von Heiligen Jahren erst ab dem 15. Jahrhundert in Santiago de Compostela nachweisbar. Erste Hinweise bieten Lizenzen der englischen Krone für Schiffspassagen nach Santiago. Demnach ist erstmals für das Heilige Jahr 1428 mit 916 Pilgern aus England ein deutlicher Anstieg feststellbar, ebenso für 1434, als 2310 englischen Pilgern die Überfahrt nach Spanien gestattet wurde. Hingegen scheint 1423, als der 25. Juli ebenfalls auf einen Sonntag gefallen ist, die Praxis besonderer Gnadenjahre noch nicht bestanden zu haben, denn in jenem Jahr wurde lediglich für ein einziges Pilgerschiff mit 60 Passagieren eine Lizenz ausgestellt. Aufgrund des Zahlenmaterials wird man davon ausgehen können, dass gegen Ende des 15. Jahrhunderts etwa 14-mal so viele Pilger wie in Normaljahren nach Santiago gekommen sind.
Bedeutendstes Ereignis des Heiligen Jahres 1434 war der sog. Paso Honroso, ein ritterlicher Zweikampf, zu dem der leonesische Ritter Suero de Quinones zwischen dem 10. Juli und dem 9. August auf der Brücke von Órbigo alle nach Santiago pilgernden Ritter herausforderte. Es heißt, Don Suero habe 300 Lanzen geritten und keinen Zweikampf verloren.
Die Pilger standen zu den Heiligen Jahren unter besonderem Schutz der Herrscher. So gewährte König Johann II. von Aragón sowohl 1434 wie auch 1445 „den Einwohnern der Königreiche Italien, Frankreich, Deutschland, Ungarn, Schweden, Norwegen oder von jedweder anderen Nation“ freies Geleit auf dem See- und dem Landweg, in der Nacht und am Tage. Der Höhepunkt des Heiligen Jahres 1479 war die Pilgerfahrt der katholischen Könige Isabella von Kastilien und Ferdinand II. von Aragón.
Die Pilgerfahrt nach Santiago lebte nach einem Niedergang im frühen 19. Jahrhundert mit dem Heiligen Jahr 1885 wieder auf, nachdem Papst Leo XIII. ein Jahr zuvor die Echtheit der wiederaufgefundenen Gebeine des Apostels bestätigt hatte.
Im 20. Jahrhundert nahm der Zustrom zu, insbesondere, nachdem General Franco den Apostel 1937 erneut zum Nationalheiligen Spaniens bestimmt hatte. Seitdem gehört die Ofrenda al Apostol, eine Opfergabe der spanischen Nation an das Domkapitel, die vom Staatsoberhaupt oder einem Mitglied der königlichen Familie dargebracht wird, zu den Höhepunkten der Feierlichkeiten anlässlich eines Heiligen Jahres. Ein besonderer Anstieg wurde im Heiligen Jahr 1965 verzeichnet, als sich die Pilgerzahlen mehr als verdreifachten. 1982 besuchte mit Johannes Paul II. erstmals ein Papst Santiago de Compostela anlässlich eines Heiligen Jahres. In einer Predigt in der Kathedrale betonte er die Vorbildwirkung eines apostolischen Lebens in Nachfolge und Demut, im Anschluss daran forderte er bei einer Europafeier das christliche Europa auf, sich auf seine Wurzeln zu besinnen, die Völker der dritten Welt für erlittenes Unrecht um Vergebung zu bitten und von nun an in positivem Sinne ein Leuchtturm in der Welt zu sein.

## DieGnadenpforte
Die Praxis, aus Anlass des Heiligen Jahres eine „Pforte der Vergebung“ (Puerta de Perdón, gal.: Porta do Perdon), auch Heilige Pforte (Puerta Santa, gal.: Porta Santa) genannt, zu öffnen, ist seit dem späten 15. Jahrhundert belegt. Verwendet wird eine romanische Tür, die an der Ostseite der Kathedrale zwischen der Erlöser- (Capilla del Salvador) und der Peterskapelle (Capilla de San Pedro) in den Chorumgang führt. Im Jahre 1611 wurde die Pforte durch einen frühbarocken Vorbau, der nach Plänen der Baumeister Gonzáles Araujo und Fernández Lechuga errichtet wurde, gestalterisch akzentuiert. Im oberen Abschluss zeigt der Vorbau die Skulpturen des hl. Jakobus und seiner Schüler Athanasius und Theodorus. In der eigentlichen Pforte betreten die Pilger die Kathedrale unter dem lateinischen Spruch „Venient omnes gentes et dicen gloria tibi Domine“ (Es kommen alle Völker und verkünden Deine Ehre, Herr).
Bis zur Öffnung der Heiligen Pforte am 31. Dezember 2003 wurde eine Wand, mit der die Tür vermauert war, nach drei Schlägen des Erzbischofs eingerissen. 2004 ist eine Bronzetür eingesetzt worden, die bis zum 31. Dezember 2009 verschlossen blieb. Doch wurde auch zum Jahresende 2009 wieder eine Wand, die man dafür eigens aufgemauert hat, niedergerissen. Zur Eröffnung des Heiligen Jahres 2021 hat man hingegen auf die Aufmauerung einer Türfüllung verzichtet.

## Außerordentliche Heilige Jahre
Viermal – 1587, 1885, 1938 und 2022 – sind in der Geschichte Santiagos außerordentliche Heilige Jahre begangen worden. 1587 wurde ein durch die Kalenderreform Gregors XIII. ausgefallenes Gnadenjahr nachgefeiert. 1885, als der Jakobustag auf einen Samstag fiel, wurde die im Jahr zuvor von Papst Leo XIII. verkündete Echtheitserklärung der wiederaufgefundenen Jakobusreliquien gefeiert. Nach dem Heiligen Jahr 1937 blieb die „Pforte der Vergebung“ ein weiteres Jahr geöffnet, um denjenigen, die durch den Bürgerkrieg am Kommen gehindert waren, die Erlangung des Ablasses zu ermöglichen. Ein weiterer Grund bestand in der von General Francisco Franco veranlassten Wiedereinführung der „Ofrenda al Apóstol“. 2022 wurde der Zugang zu den compostelanischen Gnaden allen Pilgern ermöglicht, die sich im Corona-Jahr 2021 keinen gesundheitlichen Risiken aussetzen wollten. Aufgrund dieser Präzedenzfälle wird immer wieder die Abhaltung zusätzlicher Heiliger Jahre vorgeschlagen. So wurde für 2000, als Santiago europäische Kulturhauptstadt war, angeregt, die Heilige Pforte ein weiteres Jahr offen zu halten, was vom Domkapitel abgelehnt wurde.

## Pilger in den Heiligen Compostelanischen Jahren seit 1909 (geschätzt)
| Jahr | Pilgerzahl                                                  |
| ---- | ----------------------------------------------------------- |
| 1909 | 140.000                                                     |
| 1915 | 103.000                                                     |
| 1920 | 112.000                                                     |
| 1926 | 90.000                                                      |
| 1937 | 134.000                                                     |
| 1938 | 8000                                                        |
| 1943 | 200.000                                                     |
| 1948 | 500.000                                                     |
| 1954 | 700.000                                                     |
| 1965 | 2.500.000                                                   |
| 1971 | 4.000.000, davon traditionell 451                           |
| 1976 | 4.000.000, davon traditionell 243                           |
| 1982 | 4.000.000, davon traditionell 1868                          |
| 1993 | 7.000.000, davon traditionell 99.436                        |
| 1999 | 10.800.000, davon traditionell 154.613                      |
| 2004 | 12.000.000, davon traditionell 179.944                      |
| 2010 | 9.200.000 auswärtige Teilnehmer, davon traditionell 272.135 |
| 2021 | 3.500.000 auswärtige Teilnehmer, davon traditionell 178.912 |
| 2022 | 6.000.000 auswärtige Teilnehmer, davon traditionell 438.682 |

Gesamtzahlen bis 2004 laut Deutscher St. Jakobus-Gesellschaft in ihrer Zeitschrift "Sternenweg"
Zahlen der traditionellen Pilger laut Statistiken des Domkapitels der Kathedrale von Santiago de Compostela
Pilger ist im Verständnis der römisch-katholischen Kirche jeder, der in Andacht und aus Gründen der Verehrung zum Grab des hl. Jakobus kommt. Die Art der Anreise ist unerheblich. Die für 2004 erhobene Zahl von 12 Millionen Pilgern bezieht sich auf die Gesamtzahl der Menschen, die im Laufe des Jahres aus religiösen Gründen die Kathedrale von Santiago betreten haben. Das Domkapitel bedient sich drei traditioneller Zählmethoden:
- 1. Die Zahl jener, die durch die Heilige Pforte an der Ostseite der Kathedrale gehen
- 2. Die Zahl der ausgegebenen Heiligenbildchen: Jeder, der an der großen Sitzfigur des hl. Jakobus auf dem Hochaltar eine Spende in den Almosenkasten legt, erhält ein Heiligenbildchen.
- 3. Die Zahl der gespendeten Kommunionen während der Heiligen Messen in der Kathedrale.

Für die Heiligen Compostelanischen Jahre 2010, 2021 und 2022 hat das Domkapitel keine Gesamtzahlen mehr veröffentlicht. Hier beruhen die Zahlen in der Tabelle auf den Tourismusdaten, die von der Regionalregierung Galiciens der Presse genannt wurden.
Pilger, die zu Fuß, mit dem Pferd oder dem Fahrrad ankommen, werden in Santiago de Compostela seit 1953 erfasst. Allerdings sind die Aufzeichnungen aus den Jahren vor 1970 nicht mehr auffindbar.

## Das Heilige Compostelanische Jahr zu Beginn des 21. Jahrhunderts
Die letzten Heiligen Jahre waren 2004, 2010, 2021 und 2022. Das Heilige Jahr 2021 wurde von Papst Franziskus angesichts der COVID-19-Pandemie bis 2022 verlängert, damit sich die Pilger nicht gedrängt fühlen, sich trotz Abstandsregeln und anderen Beschränkungen auf den Weg zu machen. Als Präzedenzfall gilt die Verlängerung des Heiligen Jahres 1937 im Bürgerkrieg auf 1938.
Die kommenden Heiligen Jahre werden die Jahre 2027, 2032, 2038, 2049, 2055, 2060 etc. sein. Vielen Pilgern scheint das Eintreffen am 25. Juli in Santiago de Compostela speziell in Compostelanischen Jahren besonders reizvoll. Die an diesem Tag sehr volle Stadt mit ihrer zu den Gottesdiensten überbordenden Kathedrale und feuchtfröhlicher Geselligkeit auf Straßen und Plätzen steht dann oft in einem sehr stark empfundenen Gegensatz zur Ruhe der langen Wanderung.
1993 hat die Regierung der Autonomen Region Galicien unter dem Label Xacobeo die touristische Vermarktung der Heiligen Jahre begonnen. Die religiösen Anliegen werden dadurch zunehmend verdeckt, auch wenn die Erzdiözese mit engagierten Hirtenschreiben der jeweiligen Erzbischöfe den geistigen Sinngehalt von Umkehr und Erneuerung wieder in das Bewusstsein der Menschen zu holen versucht. Warteschlangen von Gläubigen vor den Beichtstühlen in den Heiligen Jahren 1999 und 2004 zeigen indes, dass die religiösen Inhalte nach wie vor einen hohen Stellenwert besitzen.